# Бесаме
«Бесаме» — радянський драматичний художній фільм, знятий на студії «Грузія-фільм» у 1989 році.

## Сюжет
Іспанія. Ректор Академії музики під час своєї подорожі помічає юного хлопця Бесаме, який пасе худобу, а під час відпочинку грає на сопілці. Академік відчуває в хлопці хороші задатки і вирішує взяти його в академію, де Бесаме зможе вчитися музиці.
Але події розгортаються зовсім по іншому. Бесаме розлютив вчителів природничих дисциплін, і через деякий час їх стараннями хлопчина залишає академію і опиняється в спеціальному пансіонаті, де навчаються важковиховувані діти.
Тепер наставник Бесаме — вихователь Рексач, у якого свої прийоми виховання — він запросто може побити учня, і крім того виховує з учнів «шісток», готових миттєво донести на свого товариша. Бесаме бачить, що на зло краще відповідати злом, а на насильство — насильством. Він стає сильним м'язистим хлопцем і все менше думає про музику і про свою сопілку.

## У ролях
- Давид Габунія —  Бесаме в дитинстві, пастух
- Реваз Табукашвілі —  Бесаме в юності
- Нугзар Цомая —  Бесаме в зрілості
- Кахі Кавсадзе —  Маестро
- Георгій Харабадзе —  Рексач, жорстокий начальник виправної колонії
- Мурман Джінорі —  Картузо, викладач
- Гізо Жорданія —  герцог
- Ніно Корідзе —  внучка Маестро
- Бека Джгубурія —  скрипаль

## Знімальна група
- Режисер — Ніно Ахвледіані
- Сценарист — Ніно Ахвледіані
- Оператор — Ломер Ахвледіані
- Композитор — Вахтанг Кахідзе
- Художник — Важа Джалаганія